# Авиан
Авиан (лат. Avianus) — римский поэт-баснописец начала V века.
Под именем Авиана до нас дошло 42 басни в элегических дистихах с прозаическим вступлением в форме письма к некоему Феодосию (по всей вероятности, это Амвросий Феодосий Макробий).
Во вступлении к басням Авиан объясняет, чем привлек его этот жанр: «…пришел мне на ум басенный слог: ведь басни не чуждаются изящного вымысла и не обременяют непременным правдоподобием». Поэтика Авиана имеет установку на развлекательность, а не на поучение. Для его стиля характерны развёрнутые метафоры, цветистые эпитеты, заимствования целых выражений из Вергилия.
Из 42 басен Авиана не меньше 37 восходят к Бабрию. Скорее всего, источником ему послужил прозаический перевод басен Бабрия, сделанный в III в. Юлием Тицианом.

## Тексты и переводы
- Латинские тексты Архивная копия от 23 февраля 2010 на Wayback Machine
- Басни Авиана. / Пер. М. Л. Гаспарова. // Поздняя латинская поэзия. М., 1982. С. 373—394.
- Издание в серии «Loeb classical library» (латинский текст с английским переводом): Minor Latin poets (1934). P. 669—752.
- В серии «Collection Budé»: Avianus. Fables. Texte établi et traduit par F. Gaide. 2e tirage 2002. 199 p.

## Исследования
- Гаспаров М. Л. Античная литературная басня. М., 1972. C. 200—209.